# Študija primera
Študija primera je raziskovalna metoda, ki vključuje natančno in podrobno preučitev preučevanega področja.
Študije primerov lahko izdelamo po formalni znanstveni metodi. Študije primerov se najpogosteje pojavljajo na uradnih raziskovalnih prizoriščih, kot so znanstvene revije in strokovne konference. Pomen "študija primera" je že dolgo imelo vidno mesto v številnih disciplinah in poklicih od psihologije, antropologije, sociologije in političnih znanosti do izobraževanja, klinične znanosti, socialnega dela in upravne znanosti.
V študiji primera se lahko preučuje posameznik, organizacija, dogodek ali dejanje, ki obstaja v določenem času in kraju. Na primer, klinična znanost je pripravila tako znane študije primerov posameznikov kot tudi študije primerov kliničnih praks. Če se "preučevani primer" uporablja v abstraktnem smislu kot v trditvi, predlogu ali argumentu, je tak primer lahko predmet številnih raziskovalnih metod, ne le študij primerov. Študije primerov lahko vključujejo kvalitativne in kvantitativne raziskovalne metode.
Priporočljivo je, da se študija primera opredeli kot raziskovalna strategija, empirična raziskava, ki preiskuje pojav znotraj njegove vsebine. Raziskave študija primera so enojne ali večplastne študije primerov, ki lahko vključujejo kvantitativne dokaze. Te temeljijo na več virih dokazov in potrjujejo predhodne predlagane teorije. Študijo primera ne smemo zamenjati s kvalitativnimi raziskavami, lahko pa temeljijo na kakršnikoli mešanici kvantitativnih in kvalitativnih dokazov. Enotna raziskava zagotavlja statistični okvir za sklepanje iz kvantitativnih podatkov o študijah primerov. To je tudi podprto in dobro oblikovano v Lamneku, 2005: "Študija primera je raziskovalni pristop, ki se nahaja med konkretnimi podatki, ki se ukvarjajo s tehnikami in metodološkimi paradigmami.".

## Različne vrste raziskovalnih metod
Ridder (2017) (podobno tudi Welch et al., 2011) razlikuje štiri pogoste študijske primere. Prva je "no theory first", ki je tesno povezana z Eisenhardtovim metodološkim delom. Druga vrsta raziskovalnega projekta je o "gaps and holes", ki sledijo Yin smernicam in dajejo pozitivistične predpostavke. Tretja zasnova obravnava "social construction of reality", ki jo predstavlja Stake. Četrta metoda je za  identifikacijo "anomalies". Predstavnik tega pristopa je Burawoy. Vsak od teh štirih pristopov ima področja uporabe, vendar je pomembno razumeti njihove edinstvene ontološke in epistemološke predpostavke. Obstajajo precejšnje metodološke razlike med temi pristopi. Te raziskovalne metode so po naravi zelo različne in se lahko »študija primera« nanaša tudi na metodo poučevanja.

## Izbira in struktura študija primera
Ponavadi preučevani primer ni obdan z veliko informacij.  Pri razjasnitvi zgodovine in vzročne zveze je uporabnejše izbrati primere, ki ponujajo zanimive, nenavadne ali posebej razkrivajoče okoliščine. Izbira primerov, ki temelji na reprezentativnosti, bo redko omogočala te vrste vpogledov. Pri izbiri primera za študijo primera bodo raziskovalci uporabili informacijsko usmerjeno vzorčenje v primerjavi z naključnim vzorčenjem. Izredni primeri (to so tisti, ki so ekstremni, deviantni ali netipični) razkrivajo več informacij kot potencialno reprezentativen primer. Primer se lahko izbere zaradi interesa zadevnega primera ali okoliščin, ki ga obkrožajo. Druga možnost je, da se izbere zaradi poglobljenega lokalnega znanja raziskovalcev; kjer imajo raziskovalci to lokalno znanje, da so sposobni nuditi utemeljene obrazložitve, ki temeljijo na tem bogatem znanju o okoliščinah in okolju.
Izberejo se lahko tri vrste primerov:
1. Ključni primeri
2. Izredni primeri
3. Primeri lokalnih znanj

Katerakoli vrsta študija primera je izbrana (ključni, zunanji, lokalni znaki), je treba razlikovati med temo in vsebino študija primera. Vsebina je "praktična, zgodovinska enotnost", skozi katero se gleda teoretični poudarek študija primera. Cilj je, da je teoretičen del podpremo z empiričnem delom.
Potrebno je tudi sprejeti odločitve o namenu, pristopu in procesu. Thomas predlaga tipologijo za študijo primera, pri kateri so najprej cilji identificirani (ocenjevalni ali raziskovalni), nato se opišejo pristopi (teorijsko testiranje, teorija gradnje ali ilustrativne), določijo procesi, pri čemer je glavna izbira ali naj bo študija enojna ali večkratna, in izbira tudi o tem, ali naj bo študija retrospektiva, posnetek ali diahronik, ter ali je gnezdena, vzporedna ali zaporedna. Zato je mogoče s to tipologijo sprejeti veliko poti, na primer z raziskovalno, teoretično gradnjo, večkratnimi, gnezdenimi študijami ali vrednotenjem, teoretičnim testiranjem, posameznim, retrospektivnim študijem. Tipologija tako ponuja veliko permutacij za strukturo študij primerov.